# Amerigo di Piacenza
Amerigo di Piacenza (Piacenza, ... – Bologna, 19 agosto 1327) è stato un religioso italiano.

## Biografia
Frate domenicano, fu insegnante all'Università di Bologna e Maestro Generale dell'Ordine Domenicano.
Fu coinvolto nella soppressione dei Fraticelli ed in quella dei Templari.